# Kurt Dehne

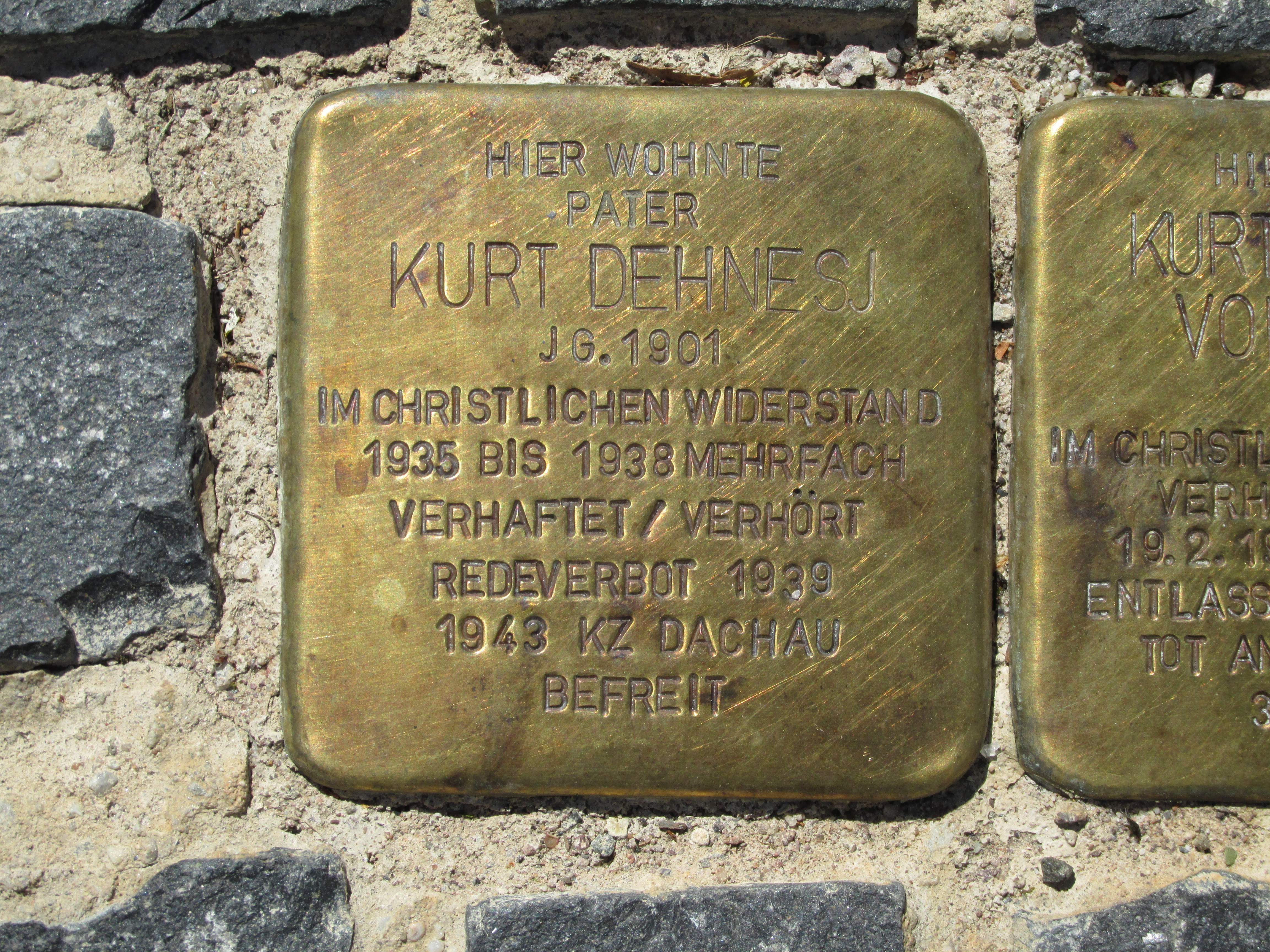
Der Stolperstein für Kurt Dehne vor der Philosophischen-Theologischen Hochschule St. Georgen in Frankfurt-Sachsenhausen

Pater Kurt Dehne SJ (* 30. Mai 1901 in Hannover; † 2. März 1990 in Münster) war ein deutscher römisch-katholischer Priester und Jesuit sowie ein Gegner des Nationalsozialismus.

## Leben
Kurt Dehne entstammte einer katholischen Arztfamilie und wuchs in Hannover auf. Auf Wunsch seines Vaters begann er nach dem Abitur am dortigen Goethe-Gymnasium ein Medizinstudium in Freiburg, das er nach kurzer Zeit abbrach, um an der Universität Münster ein Theologiestudium zu beginnen. Am 29. April 1924 trat er im niederländischen ’s-Heerenberg in den Jesuitenorden ein. Seine Studien setzte er im 
Ordenshaus in Valkenburg aan de Geul fort, wo er, bereits nach dem 2. Studienjahr, am 27. August 1932 die Priesterweihe empfing. Seine letzten Gelübde legte er 1939 ab.
Nach einer homiletischen Ausbildung wurde Dehne 1935 im Rednerteam des Düsseldorfer Ordenshauses eingesetzt und mit regelmäßigen Vorträgen über aktuelle Weltanschauungsfragen betraut, die ihn auf viele Kanzeln Deutschlands führten. Wegen seiner Kritik an der Kirchenpolitik des NS-Regimes erteilte ihm die Gestapo 1939 Redeverbot.
Daraufhin wurde Dehne zum Spiritual und zum Professor für Rhetorik und Aszetik an der Philosophisch-Theologischen Hochschule Sankt Georgen in Frankfurt am Main ernannt. 1939 wurde er, nach einer Denunzierung durch einen Theologiestudenten, wegen Vervielfältigung von Predigten und Briefen des Münsteraner Bischofs Clemens August Graf von Galen von der Gestapo verhaftet und ohne gerichtliches Verfahren am 26. Dezember 1943 in das KZ Dachau eingewiesen, wo er sich einen Leberschaden zuzog. Im April 1945 wurde er von amerikanischen Soldaten befreit.
Nach dem Zweiten Weltkrieg wirkte Dehne in seiner Heimatstadt Hannover, wo er als Superior den Wiederaufbau der Ordensniederlassung in der Hildesheimer Straße leitete. Durch den Erwerb eines Nachbargrundstücks erweiterte er den Gebäudekomplex und es entstand das Friedrich von Spee-Haus, ein Lehrlings- und Studentenwohnheim und geistliches Zentrum der Stadt.
In der Zeit von 1945 bis zu seinem Ruhestand 1989 war Dehne unter anderem Männerseelsorger im Bistum Hildesheim und Polizeiseelsorger für Niedersachsen.
Seinen Lebensabend verbrachte der Jesuit im ordenseigenen Alten- und Pflegeheim Haus Sentmaring in Münster. Beigesetzt wurde er auf dem Friedhof im Park des Heimes, auf dem auch der als „Maschinengewehr Gottes“ bekannt gewordene Straßenprediger Pater Johannes Leppich seine letzte Ruhestätte fand.

## Ehrungen
Das Wirken von Pater Dehne wurde durch eine Vielzahl hoher Auszeichnungen durch Bund, Land und Bistum gewürdigt.

## Schriften
- Schicksal oder Erlösung (= Zeitfragen 159). Bercker, Kevelaer 1936.
- Ist Religion ohne Gott möglich? Verlag Gebr. Steffen, Limburg an der Lahn 1937.